# Tipula grahamina
Tipula grahamina är en tvåvingeart som beskrevs av Alexander 1963. Tipula grahamina ingår i släktet Tipula och familjen storharkrankar. Inga underarter finns listade i Catalogue of Life.